# Abolição das corridas de touros na Catalunha
A abolição das corridas de touros na Catalunha foi aprovada pelo Parlamento da Catalunha, em 28 de julho de 2010 a partir de uma iniciativa legislativa popular originária da Catalunha (Espanha) pela Plataforma Prou! para obter a proibição de touradas na Catalunha. A votação foi de 68 votos a favor, 55 contra e 9 abstenções.
A comunidade autónoma da Catalunha, assim, se torna a segunda região da Espanha com proibição de corridas de touros após as Ilhas Canárias em 1991.
A adoção da ILP revoga a exceção do parágrafo segundo do artigo 6.º da Lei de Proteção Animal.

## Votos

Resultado da votação do Parlamento da Catalunha.

|                                                | Sim | Não | Abs |
| Convergència i Unió (CiU)                      | 32  | 7   | 6   |
| Partido Socialista da Catalunha (PSC)          | 3   | 31  | 3   |
| Esquerda Republicana da Catalunha (ERC)        | 21  |     |     |
| Partido Popular da Catalunha (PP)              |     | 14  |     |
| Iniciativa per Catalunya Verds-EUiA (ICV-EUiA) | 12  |     |     |
| Ciutadans - Partit de la Ciutadania (C's)      |     | 3   |     |
| TOTAL                                          | 68  | 55  | 9   |